# Dolly (oaie)

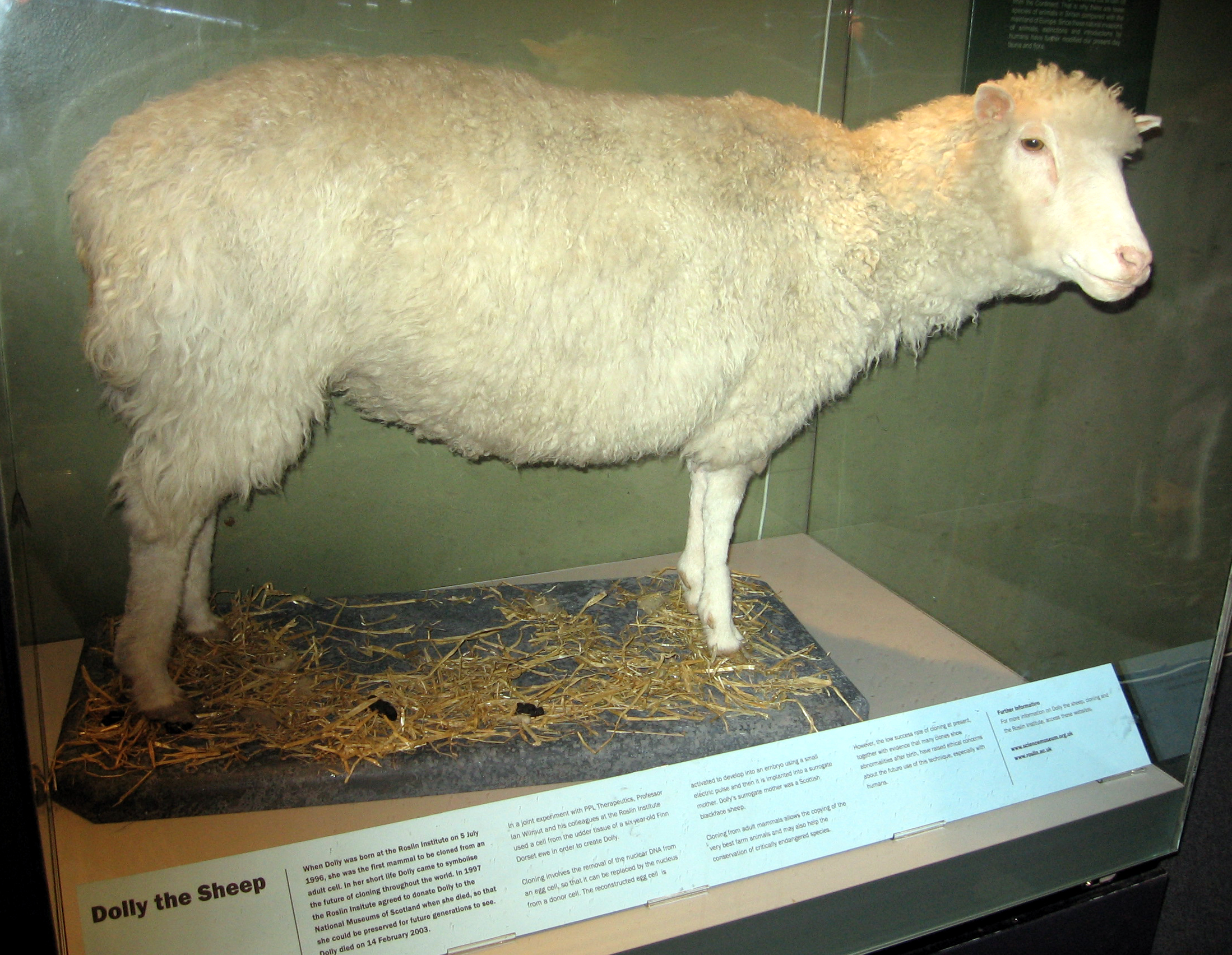
Dolly (împăiată), expusă la Muzeul Regal al Scoției

Dolly (n. 5 iulie 1996, Roslin, Scoția – d. 14 februarie 2003, Roslin, Scoția) a fost o oaie domestică, femelă, care a reprezentat prima clonare reușită a unui mamifer dintr-o celulă somatică adultă, prin procedeul de transfer nuclear . Clonarea a fost realizată de Ian Wilmut, Keith Campbell și colegii lor de la Institutul Roslin , în apropiere de Edinburgh, Scoția, după o serie de 276 de încercări nereușite.
Supranumită cea mai faimoasă oaie din lume , Dolly a trăit până la vârsta de șase ani , când a fost eutanasiată ca urmare a faptului că suferea de artrită și de cancer pulmonar .
Când Dolly a fost „clonată” la 8 februarie 1996 la Institutul Roslin de lângă Edinburgh în Scoția, 277 de ouă de la animale donatoare din rasa Scottish Blackface, care fuseseră anterior enucleate, au fost inoculate cu nuclee din celulele ugerului animalului donator de rasa Finn Dorset. Acest lucru a dus la 29 de embrioni, dintre care unul, Dolly, a supraviețuit. Mama surogat care purta mielul era, de asemenea, o oaie scoțiană cu fața neagră. Embriologul britanic Ian Wilmut, ale cărui rezultate ale cercetării au fost prezentate pentru prima dată în revista Nature pe 27 februarie 1997, a fost considerat a fi părintele spiritual al lui Dolly. De fapt, Keith Campbell este producătorul de oaie Dolly, lucru pe care Ian Wilmut a recunoscut în 2006. Biologul celular și apoi angajatul din proiectul clonă ar fi trebuit să fie numit primul autor și ar fi trebuit să primească resursele financiare și premiile pentru publicația proeminentă.
Strict vorbind, Dolly nu este o clonă adevărată, deoarece genele mitocondriilor (teoria endosimbiotică) nu au fost preluate de la animalul donator, ci din celulele ouă. Astfel, nu s-a realizat o potrivire genetică sută la sută cu animalul părinte. În cursul vieții sale, oaia Dolly a născut mai mulți miei, toți născuți natural.